# Фронтера (Табаско)
Фронте́ра (исп. Frontera) — портовый город в Мексике, в штате Табаско, входит в состав муниципалитета Сентла и является его административным центром. Численность населения, по данным переписи 2020 года, составила 23 024 человека.

## Общие сведения
Название Frontera с испанского языка можно перевести как: граница, пограничье.
Поселение было основано 30 марта 1780 года пресвитером Томасом Эльгером вместе с переселенцами из поселения Пуэбло-Нуэво-де-лас-Раисес. Новое поселение назвали Сан-Фернандо-де-ла-Фронтера.
25 ноября 1826 года согласно постановлению Конгресса штата название поселения изменено на Гуадалупе-де-Фронтера, и ему присвоен статус вильи.
1 декабря 1829 года в Гуадалупе-де-Фронтере заработала морская таможня, перенесённая из столицы штата, города Вильяэрмосы.
В 1833 году в городе разразилась эпидемия холеры, унёсшая жизни более 600 человек.
10 марта 1863 года Гуадалупе-де-Фронтера была захвачена французскими интервентами, которые были изгнаны лишь в апреле 1864 года.
В 1896 году поселение получило статус города с названием Фронтера.
25 июля 1928 года город был переименован в Альваро-Обрегон, но 11 июля 1947 года, декретом законодательного собрания, возвращено название Фронтера.
2 февраля 1986 года вблизи Фронтеры был построен мост через реку Грихальва, заменив паромную переправу.
Фронтера расположена на берегу Грихальвы, в 70 км севернее столицы штата, города Вильяэрмосы, на федеральной трассе 180. Она является одним из важнейших транспортных и торговых узлов штата Табаско. Здесь также ведется добыча рыбы и креветок, которые экспортируются в различные страны.

## Климат
Климат жаркий и влажный с обильными дождями летом, средняя температура в течение года колеблется от +20°С до +30°С. Самый жаркий месяц — май, самый холодный — декабрь и январь. Средняя норма годовых осадков — 1695 мм. Среднегодовая скорость ветра составляет 7,8 м/с.

## Население
| Год  | Численность | Численность |
| ---- | ----------- | ----------- |
| 2000 | 20 965      | [ 6 ]       |
| 2005 | 21 810      | [ 7 ]       |
| 2010 | 22 795      | [ 8 ]       |
| 2020 | 23 024      | [ 9 ]       |